# 望龙镇
望龙镇，是中华人民共和国四川省泸州市合江县下辖的一个乡镇级行政单位。

## 行政区划
望龙镇下辖以下地区：
望龙社区、观音堂村、太慈寺村、新场子村、四合山村、大院子村、瓦屋头村、清源寺村、新屋基村、永定村和张柏垇村。